# Elasmothemis williamsoni
Elasmothemis williamsoni är en trollsländeart som först beskrevs av Friedrich Ris 1919.  Elasmothemis williamsoni ingår i släktet Elasmothemis och familjen segeltrollsländor. Inga underarter finns listade i Catalogue of Life.